# Mitsuo Horiuchi
Mitsuo Horiuchi (jap. 堀内 光雄, Horiuchi Mitsuo; * 1. Januar 1930 in Fuefuki, Präfektur Yamanashi; † 17. Mai 2016) war ein japanischer Politiker (LDP).
Mitsuo Horiuchi, Sohn einer Unternehmerfamilie und Absolvent der Keiō-Universität, war seit 1976 Abgeordneter für die Präfektur Yamanashi des Shūgiin, dem Abgeordnetenhaus des japanischen Parlaments (Kokkai).
Im Kabinett Uno Sōsuke war er Minister für Gesundheit, Arbeit und Soziales (1989). Im Kabinett Hashimoto II war er Minister für Internationalen Handel und Industrie (1997/1998); sein Nachfolger wurde Kaoru Yosano.
2001 wurde er Vorsitzender des Generalrates der Liberaldemokratischen Partei LDP. 2006 trennte er sich von der LDP und zog sich 2009 aus der Politik zurück, nachdem er nach zehn Amtszeiten nicht wiedergewählt worden war.